# Jiangsu Classic 2009
Jiangsu Classic 2009 — nierankingowy zaproszeniowy turniej snookerowy. Rozegrany został w dniach 4 – 7 czerwca 2009 roku w chińskim mieście Wuxi. Sponsorem turnieju była firma Wuzhou International.
W turnieju wzięło udział 12 zawodników: 10 zaproszonych z czołowej 16. rankingu, oraz 2 zawodników z Chin, którzy otrzymali "dziką kartę".
Obrońcą tytułu był Chińczyk Ding Junhui, który przegrał w finale z reprezentantem Irlandii Północnej, Markiem Allenem 0-6. Dla Allena był to pierwszy tytuł w karierze.
W Polsce turniej ten nie był transmitowany przez żadną stację telewizyjną, ani radiową.

## Nagrody
|                                                 | Nagroda  |
| ----------------------------------------------- | -------- |
| Zwycięzca                                       | 20 000 £ |
| Finalista                                       | 9 000 £  |
| Półfinalista                                    | 4 000 £  |
| Trzecie miejsce w grupie                        | 2 000 £  |
| Czwarte miejsce w grupie                        | 3 100 £  |
| Udział dla zaproszonych z czołowej 16. rankingu | 2 500 £  |
| Najwyższy break                                 | 1 000 £  |
| Łączna pula nagród                              | 64 000 £ |

## Faza grupowa turnieju

### Grupa A
| Poz. | Zawodnik       | Mecze | Zw. | Frame’y wygr. | Frame’y przegr. | Bilans frame’ów | PUNKTY |
| ---- | -------------- | ----- | --- | ------------- | --------------- | --------------- | ------ |
| 1    | Ding Junhui    | 5     | 4   | 9             | 5               | +4              | 4      |
| 2    | Mark Allen     | 5     | 3   | 7             | 4               | +3              | 3      |
| 3    | Ryan Day       | 5     | 3   | 7             | 5               | +2              | 3      |
| 4    | Li Hang        | 5     | 3   | 6             | 5               | +1              | 3      |
| 5    | Stephen Hendry | 5     | 2   | 6             | 7               | −1              | 2      |
| 6    | Peter Ebdon    | 5     | 0   | 3             | 10              | −7              | 0      |

Wyniki spotkań:

(breaki powyżej 50 punktów wyszczególniono w nawiasie)
breaki powyżej 100 punktów zostały pogrubione
- Ding Junhui 1–2 Li Hang → 29–47, (117) 118–12, 38–73 (65)
- Mark Allen 2–0 Stephen Hendry → (60) 77–40, 65–0
- Ryan Day 2–0 Peter Ebdon → (132)-0, (60) 66–51
- Ding Junhui 2–1 Stephen Hendry → 80–47, 32–71 (60), 64–43
- Ryan Day 2–0 Mark Allen → 53–52, 62–21
- Peter Ebdon 1–2 Li Hang → (55) 66–14, 44–68, 17–92
- Ding Junhui 2–1 Mark Allen → (52) 92–45, (53) 60–70, (78) 92–26
- Ryan Day 1–2 Li Hang → 69–13, 8-(77), 16-(62)
- Peter Ebdon 1–2 Stephen Hendry → 64–16, 9–73 (64), 28–66
- Ryan Day 2–1 Stephen Hendry → (68)-0, 14-(102), (76)-1
- Ding Junhui 2–1 Peter Ebdon → 49–70 (52), 70–46, 70–47
- Mark Allen 2–0 Li Hang → 79–44, (52) 68–49
- Stephen Hendry 2–0 Li Hang → 94–21, 71–7
- Mark Allen 2–0 Peter Ebdon → 78–73, 86–32
- Ding Junhui 2–0 Ryan Day → 65–16, 53–35

### Grupa B
| Poz. | Zawodnik     | Mecze | Zw. | Frame’y wygr. | Frame’y przegr. | Bilans frame’ów | PUNKTY |
| ---- | ------------ | ----- | --- | ------------- | --------------- | --------------- | ------ |
| 1    | Shaun Murphy | 5     | 4   | 8             | 3               | +5              | 4      |
| 2    | Marco Fu     | 5     | 4   | 8             | 3               | +5              | 4      |
| 3    | Joe Perry    | 5     | 3   | 7             | 6               | +1              | 3      |
| 4    | Mark Selby   | 5     | 2   | 6             | 7               | −1              | 2      |
| 5    | Ali Carter   | 5     | 2   | 5             | 8               | −3              | 2      |
| 6    | Jin Long     | 5     | 0   | 3             | 10              | −7              | 0      |

Wyniki spotkań:

(breaki powyżej 50 punktów wyszczególniono w nawiasie)
breaki powyżej 100 punktów zostały pogrubione
- Shaun Murphy 2–0 Jin Long → 54–52, (114)-6
- Joe Perry 0–2 Marco Fu → 60–88, 13–74
- Ali Carter 0–2 Mark Selby → 33–70, 2–124 (92)
- Shaun Murphy 2–0 Marco Fu → 80–0, 72–0
- Ali Carter 2–1 Joe Perry → 0-(99), (56) 96–22, 45–38
- Mark Selby 2–1 Jin Long → 42–102, 68–41, 106–33
- Shaun Murphy 0–2 Joe Perry → 0-(74), 0–80
- Ali Carter 2–1 Jin Long → 1–80, (81) 85–15, 58–52
- Mark Selby 1–2 Marco Fu → 44–100 (58), 74–6, 6–60
- Ali Carter 0–2 Marco Fu → 29–55, 17–86 (81)
- Shaun Murphy 2–0 Mark Selby → 84–29, (52) 85–8
- Joe Perry 2–1 Jin Long → 28–61, 53–44, 64-(54)
- Marco Fu 2–0 Jin Long → (54) 69–29, 54–37
- Joe Perry 2–1 Mark Selby → 0–151 (147), 68–56, (74)-1
- Shaun Murphy 2–1 Ali Carter → 76–63, 26–82 (64), (85) 86–0

## Runda drabinki turniejowej
|  |                         |                         |                         |            |   |                     |                     |                     |
|  | Półfinały Do 5 frame’ów | Półfinały Do 5 frame’ów | Półfinały Do 5 frame’ów |            |   | Finał Do 6 frame’ów | Finał Do 6 frame’ów | Finał Do 6 frame’ów |
|  | Półfinały Do 5 frame’ów | Półfinały Do 5 frame’ów | Półfinały Do 5 frame’ów |            |   | Finał Do 6 frame’ów | Finał Do 6 frame’ów | Finał Do 6 frame’ów |
|  |                         |                         |                         |            |   |                     |                     |                     |
|  |                         |                         |                         |            |   |                     |                     |                     |
|  |                         | Ding Junhui*            | 5                       |            |   |                     |                     |                     |
|  |                         | Ding Junhui*            | 5                       |            |   |                     |                     |                     |
|  | Hongkong                | Marco Fu                | 1                       |            |   |                     |                     |                     |
|  | Hongkong                | Marco Fu                | 1                       |            |   |                     | Ding Junhui         | 0                   |
|  |                         |                         |                         |            |   |                     | Ding Junhui         | 0                   |
|  |                         |                         | Irlandia Północna       | Mark Allen | 6 |                     |                     |                     |
|  | Anglia                  | Shaun Murphy            | Irlandia Północna       | Mark Allen | 6 | 2                   |                     |                     |
|  | Anglia                  | Shaun Murphy            |                         |            |   |                     |                     |                     |
|  | Irlandia Północna       | Mark Allen**            | 5                       |            |   |                     |                     |                     |
|  | Irlandia Północna       | Mark Allen**            | 5                       |            |   |                     |                     |                     |
|  |                         |                         |                         |            |   |                     |                     |                     |
|  |                         |                         |                         |            |   |                     |                     |                     |
|  |                         |                         |                         |            |   |                     |                     |                     |
|  |                         |                         |                         |            |   |                     |                     |                     |
|  |                         |                         |                         |            |   |                     |                     |                     |
|  |                         |                         |                         |            |   |                     |                     |                     |
|  |                         |                         |                         |            |   |                     |                     |                     |

* 76–51, 0–63, (104) 125–0, (124) 128–1, (97)-0, (72)-0

** 4–110 (86), 64–55, 25–66 (61), (74) 83–1, 16–78 (72), 4–124 (88), 47–76

## Finał
| Finał: Do 6 wygranych frame'ów · Wuxi Sports Center, Wuxi, Chiny, 7 czerwca 2009 |                    |            |
| Ding Junhui                                                                      | 0 – 6              | Mark Allen |
| 0–105 (64), 8–81 (71), 19–102 (74), 41–63, 32–68, 14–67 (58)                     |                    |            |
| 37                                                                               | Najwyższy break    | 74         |
| –                                                                                | Breaki stupunktowe | –          |
| –                                                                                | Breaki 50-punktowe | 4          |

## Breaki stupunktowe turnieju
W turnieju padło 7 breaków stupunktowych w tym break maksymalny Marka Selby'ego.

- 147  Mark Selby
- 132  Ryan Day
- 124, 117, 104  Ding Junhui
- 114  Shaun Murphy
- 102  Stephen Hendry